# الکساندر سی. هانسون
الکساندر سی. هانسون (به انگلیسی: Alexander C. Hanson) وکیل، دولتمرد و سناتور سابق عضو حزب فدرالیست (آمریکا) بود. وی در سال ۱۸۱۶ تا ۱۸۱۹ میلادی سناتور ایالت مریلند در سنای ایالات متحده آمریکا بود.